# 阿德里安·戴克斯霍恩

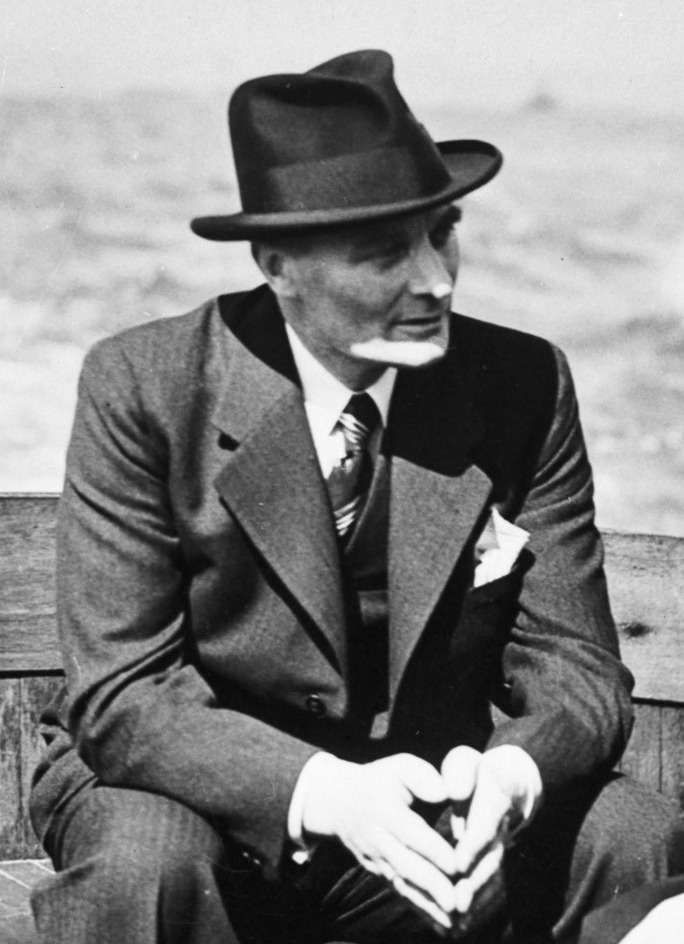
阿德里安·戴克斯霍恩

阿德里安·奎里努斯·亨德里克·戴克斯霍恩（Adriaan Quirinus Hendrik Dijxhoorn，1889年9月10日—1953年1月22日）是一位荷兰军人，曾在二战的荷兰战役期间担任荷兰国防大臣。1939年8月，戴克斯霍恩在第二届迪尔克·扬·德·赫尔内阁中出任国防大臣。他在战略方面与荷兰三军司令伊萨克·雷因德斯将军意见不合，最终导致后者被亨利·溫克爾曼将军所取代。之后，他与荷兰女王威廉明娜以及其他内阁成员一同逃亡伦敦，在荷兰流亡政府里继续担任国防大臣，最终于1941年6月辞职。
后来，戴克斯霍恩还曾被任命为荷兰军队驻联合参谋长委员会代表，被外派到华盛顿特区。他曾在1945年出任荷兰军队代理总参谋长，之后曾在最高军事法院任职，直到于1953年去世为止。